# Biniarroi
Biniarroi és un llogaret del terme de Mancor, a Mallorca, avui pràcticament deshabitat però conservat com a nucli de segones residències. Està situat entre el santuari de Santa Llucia i el puig de Suro, i apareix documentat del segle xiii ençà. Els habitants s'anomenaven biniarroiers.

## Toponímia
El topònim Biniarroi ja apareix documentat al llibre del Repartiment de Mallorca i a altres documents del segle xiii, amb les formes de Benorioy i Beniroy. Es tracta d'un topònim mossàrab, probablement d'origen aràbic atès el prefix bini- (indicador, si més no, que es tracta d'un topònim precatalà). Hom ha proposat que es tracti de l'àrab benī ar-raj 'fills del pastor', però no es pot donar per segur.

## Història
L'alqueria de Biniarroi ja apareix documentada al Llibre del Repartiment de Mallorca. Després de diversos traspassos, el 1398 fou comprada de Pere Mateu, fill de Bernat Mateu, tots dos biniarroiers, la família dels quals el va retenir fins al 1657, quan fou subhastat per deutes i el comprà Mateu Amengual, un mercader. El 1721 era propietat de Magí Carbonell, inquer, net de Mateu Amengual.
El despoblament del llogaret comença el 24 de març de 1721, quan les aigües subterrànies emergiren de sobte en gran abundància i reblaniren els estrats argilosos sobre els quals estaven construïdes les cases del poble i les marjades dels horts pròxims a la font de Biniarroi. Moltes cases i marjades s'esbucaren; amb el moviment de terres, arbres i roques canviaren de lloc. Molts d'habitants fugiren per no tornar-hi mai més. Posteriorment hi hagué fenòmens semblants, els anys 1814, 1816 i 1857. Malgrat tot, dia 11 de març de 1819 els habitants de Biniarroi, Pere Marcú Nadal, regidor de Selva, Sebastià Mates, Antoni Pol, Bartomeu Alorda, Pere Alorda, Catalina Macip (viuda, en nom propi i del seu net Maties Mateu), i Bernat Mateu, feren escriptura pública davant el notari d'Inca per demanar formalment autorització per construir un oratori públic en terrenys que cedia el referit regidor Pere Marcú; oratori que es construí després i es dedicà a Santa Llucia.
El segle xx hi havia un petit oratori, que feia la funció d'església, dedicat a Sant Vicent Ferrer, patró del llogaret; el 1939 va romandre totalment desmantellat, quan hom se'n va dur a Santa Llucia fins i tot les teules de l'oratori. Ja feia molts d'anys que no hi deien missa i els feligresos havien d'oir-la a Mancor de la Vall.
Cap a 1928 hi havia nou cases habitades: can Cabà, Son Nadal, ca sa Xorca, can Ros, can Pau Carro, Son Patró, can Patró, can Llobera i can Biel de na Coloma. Dues cases més, can Silis i can Xesc, ja estaven deshabitades. Prop de l'antiga entrada del llogaret s'hi troba la font del mateix nom. Els habitants del llogaret eren petits propietaris que treballaven la terra, principalment cereal i olives. A més a més, tots tenien un petit hort particular. La vida al llogaret era molt difícil, en bona part perquè el camí que connectava amb Mancor no permetia el trànsit de carros, i a començament del segle xx molts d'habitants de Biniarroi posseïen casa a Mancor i alternaven la vida a una població i l'altra. El 1943 es produí un nou despreniment d'una part de les terres de la zona que arrasà part dels cultius i del bosc, i arran de la nevada de 1956 la darrera família que residia a Biniarroi es va traslladar a Mancor. El procés d'abandonament i degradació de les cases anà avançant fins a la dècada de 1970, quan els propietaris resolgueren de construir un camí particular que permetés l'accés als cotxes, cosa que afavorí que es decidissin a restaurar els seus habitatges, amb l'empara de l'Ajuntament. Actualment disposa d'uns quants habitants empadronats, i el llogaret s'ha salvat de l'abandonament i la ruïna.
La construcció de la pista particular per vehicles provocà l'abandonament de l'antic camí. El 2016, l'Ajuntament de Mancor encomanà un estudi per retrobar el traçat del camí, únic accés públic al llogaret, restaurar-lo i recuperar el seu ús. Posteriorment, se senyalitzà el camí, i el 2023 es restauraren diversos trams de pedra en sec.